# Алессія Полієрі
Алессія Полієрі (італ. Alessia Polieri, 21 жовтня 1994) — італійська плавчиня.
Учасниця Олімпійських Ігор 2016 року.